# Francisco José Presedo Velo
Francisco Presedo (San Esteban de Cos, La Coruña, 1923-Sevilla, 2000) fue un historiador y arqueólogo español.

## Biografía
Discípulo de Santiago Montero Díaz, se incorporó a su seminario en la Universidad en otoño de 1948. Doctor en Filosofía y Letras por la Universidad de Madrid, con la tesis España y Bizancio en la Edad Media. España Bizantina en 1953, ejerció de catedrático de Historia Antigua en la Universidad de Sevilla desde 1969, de 1974 a 1983 dirigió el departamento y en 1988 se jubiló y fue nombrado profesor emérito.
En la Universidad de Sevilla ocupó el cargo de decano de la Facultad de Geografía e Historia (1983-1988). En su amplio currículum de historiador y arqueólogo, figura el ser especialista en egiptología. Fue uno de los miembros de la misión española que excavó en la pared de Asuán. Pionero del orientalismo en España y uno de los egiptólogos con más prestigio del país.
Presedo Velo fue el descubridor de la Dama de Baza, pieza capital del arte ibérico, e inició los estudios de Egiptología en la Hispalense, tras varios años de excavaciones en Egipto y Sudán.
Catedrático Emérito, Presedo Velo fue el fundador del departamento de Historia Antigua de la Universidad y primer decano de la etapa democrática de la Facultad de Geografía e Historia. "Su trayectoria vital y universitaria ha marcado decididamente el rumbo de la investigación en el campo de la Historia Antigua en nuestra comunidad desde el pequeño, poco dotado y embrionario departamento de comienzos de los setenta", afirmó el comunicado emitido por la Universidad de Sevilla.
El 20 de julio de 1971 descubre la Dama de Baza después de realizar varias excavaciones en la comarca en la que se encuentra este municipio de la provincia de Granada. La figura descubierta representa una estatua femenina, tallada en un bloque de piedra de color gris, con un peso aproximado de 800 kilogramos. Uno de los detalles más destacados de la estatua figura en la parte derecha del trono en el que se encuentra un agujero en el que depositaron las cenizas del difunto.
Según manifestaciones del propio Francisco Presedo Velo, la fecha en la que se sitúa la talla de esta pieza se remonta a principios del siglo IV a. C., siendo la primera pieza ibérica descubierta "in situ", que junto con su ajuar correspondiente, se eleva a gran descubrimiento, considerado como de los más importantes del siglo XX en España. En actualidad la pieza original se conserva en el Museo Arqueológico Nacional de Madrid.
Según parece, Presedo, catedrático de Historia Antigua de la Universidad de Sevilla, fue el descubridor, junto con Pedro Duran i Farell de la Dama de Baza. Hubo desacuerdo con el propietario de los terrenos en los que estaba enterrada, Vicente Lorente Reche, el cual no concedió permiso para que se excavara en el lugar donde apareció La Dama de Baza, que se encontró en la tumba número 155 de la necrópolis granadina de Baza en 1971. Actualmente el Ayuntamiento de Baza conserva una réplica de la pieza original.
Fue profesor y maestro de José Miguel Serrano Delgado, quien excavó la necrópolis de Dra Abu el Naga, a la entrada del Valle de los Reyes (Luxor), en la antigua Tebas.
También fue su discípulo Juan Francisco Rodríguez Neila, catedrático de Historia Antigua de la Universidad de Córdoba.
Académico numerario de la Real Academia de Bellas Artes de Santa Isabel de Hungría, miembro correspondiente de la Real Academia de la Historia, del Instituto Arqueológico Alemán, de la Sociedad de Egiptología y de otras instituciones de prestigio, tanto nacionales como extranjeras.
Casado con Eugenia Gálvez y Vázquez, tuvieron dos hijos, María Eugenia y José Antonio.